# Acantose nigricans
A acantose nigricans é uma  doença da pele, caracterizada por hiperqueratose (excesso de queratina) e hiperpigmentação (lesões de cor cinza e engrossadas, que dão um aspecto verrugoso ). É frequentemente associada à obesidade e endocrinopatias, como hipotireoidismo ou hipertireoidismo, acromegalia, doeça do ovário policístico, diabetes insulino-resistente, síndrome metabólica, e Síndrome de Cushing.
Embora possa ocorrer em qualquer local da superfície corpórea, a área mais atingida é a região posterior do pescoço, seguida pelas axilas, face lateral do pescoço, superfícies flexoras dos membros, região periumbilical, inframamária, mucosa oral ou mesmo, em casos raros, planta dos pés e palma das mãos.
As principais causas são as endocrinopatias: a obesidade é o distúrbio mais comum, frequentemente associado ao hiperinsulinismo, ao diabetes mellitus e à resistência à insulina.
Conhecem-se quatro tipos de acantose nigricans:
- A síndrome de Miescher, que é uma forma benigna e hereditária;
- A síndrome de Gougerot Carteaud, que é também uma forma benigna e possivelmente hereditária, mas que aparece em mulheres jovens;
- A pseudo-acantose nigricans que é uma forma juvenil benigna que se associa a  obesidade e alterações endocrinológicas.
- A acantose maligna, manifestação paraneoplásica do adulto que se associa com frequência a um tumores do tubo digestivo e do fígado, bem como linfomas e melanoma.

## Genética
Os seguintes genes estão associados a esta doença: INSR, PPAR-γ, AGPAT2, BSCL, LMNA, ALMSI, FGFR2 e FGFR3.